# イヴの逆襲
『イヴの逆襲』（イヴのぎゃくしゅう）は、1992年4月4日から1995年3月25日まで名古屋テレビで放送された情報バラエティ番組。放送開始当初は『男はほっとけ!!イヴの逆襲』（おとこはほっとけ - ）と題して放送されていた。放送時間は毎週土曜 10:40 - 11:35 (JST) 。
この番組をきっかけに『気分はビビデバビデブ』→『Bella → Bella II → Bella Spirito』までの１１年間はメインターゲットを女性やOLに据えた番組が放送された。

## 出演者
- 山咲千里
- 花井愛子
- 城戸真亜子
- ガダルカナル・タカ

| 名古屋テレビ 土曜10:40枠                   | 名古屋テレビ 土曜10:40枠                                        | 名古屋テレビ 土曜10:40枠               |
| 前番組                                     | 番組名                                                          | 次番組                                 |
| ------------------------------------------ | --------------------------------------------------------------- | -------------------------------------- |
| 素敵にドキュメント再放送 （10:40 - 11:35） | 男はほっとけ!!イヴの逆襲 ↓ イヴの逆襲 （1992年4月 - 1995年3月） | 気分はビビデバビデブ （10:40 - 11:35） |

| スタブアイコン | サブスタブ | この項目は、まだ閲覧者の調べものの参照としては役立たない、テレビ番組に関連した書きかけの項目です。この項目を加筆・訂正などしてくださる協力者を求めています（P:テレビ/PJ:放送または配信の番組）。 |